# ششمین گزارش هیئت بین‌دولتی تغییر اقلیم
ششمین گزارش هیئت بین‌دولتی تغییر اقلیم (انگلیسی: IPCC Sixth Assessment Report) یا (AR6) هیئت بین دولتی سازمان ملل متحد (UN) در مورد تغییرات آب و هوایی (IPCC) ششمین گزارش از مجموعه گزارش‌هایی است که اطلاعات علمی، فنی و اجتماعی-اقتصادی مربوط به تغییرات آب و هوا را ارزیابی می‌کند. سه گروه کاری (WGI, II و III) سه موضوعات زیر را پوشش دادند: پایه علوم فیزیکی (WGI). تأثیرات، سازگاری و آسیب‌پذیری (WGII)؛ کاهش تغییرات آب و هوا (WGIII). از این میان، اولین مطالعه در سال ۲۰۲۱، دومین گزارش در فوریه ۲۰۲۲ و سومین مطالعه در آوریل ۲۰۲۲ منتشر شد. گزارش ترکیبی نهایی در مارس ۲۰۲۳ به پایان رسید.
اولین گروه از سه گروه کاری گزارش خود را در ۹ اوت ۲۰۲۱ منتشر کرد، تغییرات آب و هوایی ۲۰۲۱: پایه علم فیزیکی. در مجموع ۲۳۴ دانشمند از ۶۶ کشور در این اولین گزارش گروه کاری (WGI) مشارکت داشتند. نویسندگان بر اساس بیش از ۱۴۰۰۰ مقاله علمی، گزارشی ۳۹۴۹ صفحه‌ای تهیه کردند که سپس توسط ۱۹۵ دولت تأیید شد. سند خلاصه برای سیاستگذاران (SPM) توسط دانشمندان تهیه شد و در طول پنج روز منتهی به ۶ اوت ۲۰۲۱ توسط ۱۹۵ دولت در IPCC به صورت خط به خط موافقت شد.
بر اساس گزارش WGI، تنها در صورت کاهش شدید و فوری در انتشار گازهای گلخانه‌ای، می‌توان از گرم شدن ۱٫۵ درجه سانتی گراد (۲٫۷ درجه فارنهایت) یا ۲٫۰ درجه سانتی گراد (۳٫۶ درجه فارنهایت) جلوگیری کرد. گاردین در یک مقاله در صفحه اول خود این گزارش را «سخت‌ترین هشدار» دربارهٔ «تغییرات اقلیمیِ غیرقابلِ اجتناب و غیرقابل برگشت» توصیف کرد؛ موضوعی که توسط بسیاری از روزنامه‌ها و همچنین رهبران سیاسی و فعالان اطراف جهان منعکس شد.

## فرایند

### پیشینه
پس از تأسیس IPCC در سال ۱۹۸۸، اولین گزارش ارزیابی (AR1) در سال ۱۹۹۰ منتشر شد و در سال ۱۹۹۲ به روز رسانی شد. در فواصل زمانی حدود شش سال، نسخه‌های جدیدی از گزارش ارزیابی IPCC دنبال شد: AR2 در سال ۱۹۹۵، AR3 در سال ۲۰۰۱، AR4 در سال ۲۰۰۷ و AR5 در سال ۲۰۱۴.

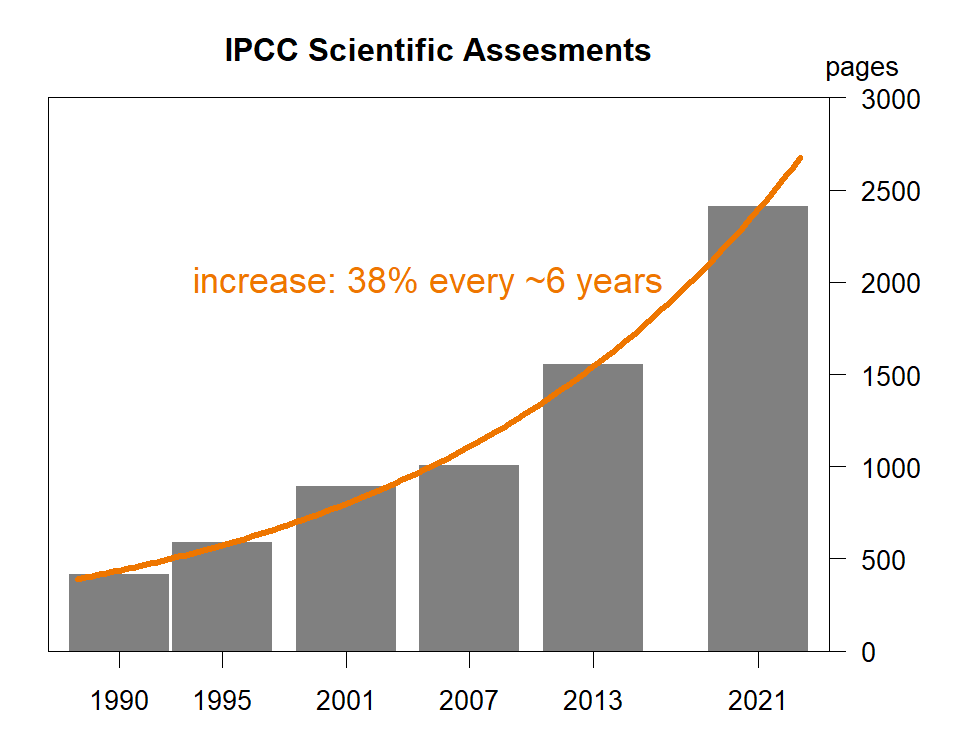
Page counts of the most recent 6 IPCC Assessment Reports

در آوریل ۲۰۱۶، در چهل و سومین جلسه که در نایروبی، کنیا برگزار شد، موضوعات مربوط به سه گزارش ویژه (SR) و یک گزارش روش‌شناسی در مورد موجودی گازهای گلخانه‌ای (GHG) در چرخه ارزیابی AR6 تصمیم‌گیری شد. این گزارش‌ها در مرحله میانی از زمان نهایی شدن گزارش ارزیابی پنجم و انتشار نتایج گزارش ششم ارزیابی تکمیل شد.
توالی تاریخ انتشار:
- گزارش ویژه در مورد گرمایش جهانی ۱٫۵ درجه سانتیگراد (SR15) در اکتبر ۲۰۱۸[۵][۱۱] (WGI contribution)
  - اصلاح ۲۰۱۹ دستورالعمل IPCC 2006 برای موجودی ملی گازهای گلخانه‌ای در مه ۲۰۱۹
- گزارش ویژه در مورد تغییرات آب و هوا و زمین (SRCCL) در اوت ۲۰۱۹
- گزارش ویژه در مورد اقیانوس و کرایوسفر در آب و هوای در حال تغییر (SROCC) در سپتامبر ۲۰۱۹

### ساختار
ششمین گزارش ارزیابی از گزارش‌های سه گروه کاری (WG I، II و III) و یک گزارش ترکیبی تشکیل شده‌است که ارزیابی را در اوایل سال ۲۰۲۳ به پایان رساند.
مبانی علوم فیزیکی تغییرات آب و هوا در اوت ۲۰۲۱ (WGI (سهم WGI)
تأثیرات، سازگاری و آسیب‌پذیری در فوریه ۲۰۲۲ (سهم WGII)
کاهش تغییرات آب و هوا در آوریل ۲۰۲۲ (سهم WGIII)
گزارش ترکیبی در مارس ۲۰۲۳

### نشت
در طول تهیه سه گزارش اصلی AR6، گروه کوچکی از دانشمندان اطلاعاتی را در مورد نتایج گروه کاری III (کاهش تغییرات آب و هوا) از طریق سازمان Scientist Rebellion افشا کردند. از آنجایی که دولت‌ها می‌توانند خلاصه‌های مربوط به سیاست‌گذاران (SPM) را برای گزارش‌های IPCC تغییر دهند، دانشمندان می‌ترسیدند که سیاستمداران این اطلاعات را در خلاصه کم‌رنگ کنند. بر اساس اطلاعات فاش شده، بشریت باید انتشار گازهای گلخانه‌ای را تا سال ۲۰۳۰ تا ۵۰ درصد و تا سال ۲۰۵۰ به‌طور کامل کاهش دهد تا گرمایش را به ۱٫۵ درجه سانتیگراد (۲٫۷ درجه فارنهایت) محدود کند. این تلاش‌ها مستلزم تغییرات قوی در سبک زندگی و اقتصاد است.

### ژئوپلیتیک
ژئوپلیتیک برای اولین بار در مدل‌های اقلیمی گنجانده شده‌است، در قالب پنج مسیر اجتماعی-اقتصادی مشترک: SSP1 «در مسیر سبز»، SSP2 «وسط جاده»، SSP3 «یک جاده صخره‌ای»، SSP4 «یک جاده تقسیم شده» و SSP5 "Taking the Highway" که در سال ۲۰۱۶ منتشر شده‌اند.
این مسیرها فرض می‌کنند که همکاری بین‌المللی و افزایش تولید ناخالص داخلی در سراسر جهان، سازگاری با تغییرات آب و هوایی را تسهیل می‌کند. مسیرهای ژئوپلیتیکی به عنوان یکی از منابع برای شکل‌گیری مسیرهای اجتماعی-اقتصادی مشترک در گزارش در کنار سایر منابع عمل کرده‌ است. حتی با افزایش دمای ۵٫۰ درجه سانتیگراد (۹٫۰ درجه فارنهایت) سازگار شود. با این حال، گزارشی که مبتنی بر علم اجماع است و توسط صدها دانشمند نوشته شده‌ است، فرضیه سازگاری با دمای ۵ درجه سانتیگراد را تأیید نمی‌کند. برخی از کارشناسان فرض می‌کنند، در حالی که شانس بدترین سناریو (۵ درجه سانتیگراد) و بهترین حالت پایه (۱٫۵ درجه سانتیگراد) امروز کمتر به نظر می‌رسد، قابل قبول‌ترین نتیجه حدود ۳٫۰ درجه سانتیگراد (۵٫۴ درجه فارنهایت) است.: 1–98ff 
این گزارش به صراحت می‌گوید: «هر مسیر، توصیفی درونی سازگار، قابل قبول و یکپارچه از یک آینده اجتماعی-اقتصادی است، اما این آینده‌های اجتماعی-اقتصادی تأثیرات تغییرات آب و هوایی را در نظر نمی‌گیرند و هیچ سیاست اقلیمی جدیدی فرض نمی‌شود. با طراحی، تکامل محرک‌ها و انتشار در سناریوهای SSP اثرات تغییرات آب و هوا را در نظر نمی‌گیرد.": ۱–۱۰۰

### مشارکت
مانند سایر فرآیندهای علمی بین‌المللی مهم، IPCC متهم شده‌است که به اندازه کافی محققان از جنوب جهانی را در بر نمی‌گیرد. برای مثال، سوگیری‌هایی که مانع از مشارکت دانشمندان آفریقایی می‌شود، مانند الزامات انتشار و داوری متخصص قبل از پیوستن به پانل مشارکت‌کنندگان، برجسته شدند.[۱۹] به‌طور مشابه، گزارش علوم فیزیکی تنها ۲۸ درصد زن را در تیم نویسندگان خود داشت.

## مبانی علوم فیزیک (گزارش گروه کاری ۱)

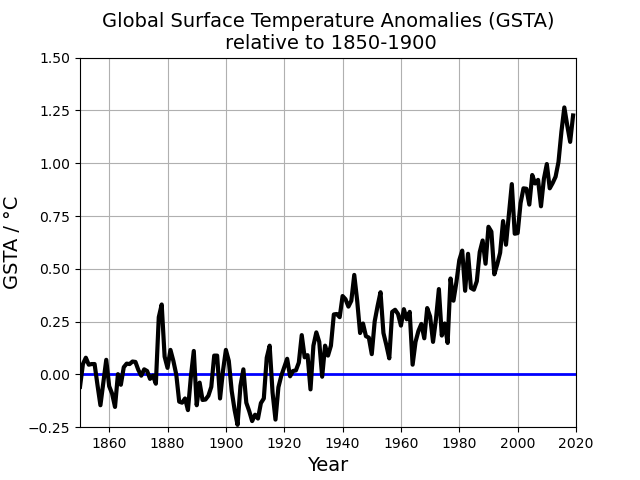
تغییر میانگین دمای جهانی مشاهده شده سالانه (۱۸۵۰-۲۰۱۹) نسبت به میانگین ۱۸۵۰-۱۹۰۰ (خط آبی)، همانطور که در خلاصه برای سیاست گذاران (SPM) گزارش شده است

در مجموع ۲۳۴ دانشمند از ۶۶ کشور به اولین گزارش از سه گروه کاری کمک کردند. گروه کاری 1 (WGI) Change Climate 2021: The Physical Science Basis را منتشر کرد. نویسندگان این گزارش[ بر اساس بیش از ۱۴۰۰۰ مقاله علمی گزارشی ۳۹۴۹ صفحه ای تهیه کردند که سپس توسط ۱۹۵ دولت تأیید شد. سند خلاصه برای سیاستگذاران (SPM) توسط دانشمندان تهیه شد و در طول پنج روز منتهی به ۶ اوت ۲۰۲۱ توسط ۱۹۵ دولت در IPCC به صورت خط به خط موافقت شد. در دوشنبه ۹ اوت ۲۰۲۱ منتشر شد.
بر اساس این گزارش، تنها در صورت کاهش گسترده و فوری در انتشار گازهای گلخانه ای، می‌توان از گرم شدن ۱٫۵ یا ۲ درجه سانتی گراد جلوگیری کرد. گاردین در یک مقاله در صفحه اول این گزارش را به عنوان «قوی‌ترین هشدار تاکنون» در مورد «تغییرات اقلیمی بزرگ اجتناب ناپذیر و غیرقابل بازگشت» توصیف کرد، موضوعی که توسط بسیاری از روزنامه‌ها در سراسر جهان تکرار شد.
خلاصه فنی (TS) سطحی از جزئیات را برای سیاستگذاران (SPM) و گزارش کامل ارائه می‌دهد. علاوه بر این، یک اطلس تعاملی «برای تجزیه و تحلیل مکانی و زمانی انعطاف‌پذیر از اطلاعات تغییرات آب و هوایی مبتنی بر داده و یافته‌های ارزیابی در گزارش» ساخته شد. سی و چهار سؤال به عنوان بخشی از بخش سؤالات متداول منتشر شد که هر یک مربوط به فصلی از گزارش بود. برگه‌های اطلاعات منطقه‌ای برای مناطق جغرافیایی جهان، با تکیه بر حقایق گزارش‌ها، در دسترس قرار گرفت. داده‌های مربوط به SPM در وب سایت مرکز تجزیه و تحلیل داده‌های زیست‌محیطی انگلستان نگهداری و قابل مشاهده است. اسلایدهای کامپیوتری به عنوان بخشی از «مواد اطلاع‌رسانی» برای کنفرانس‌های مطبوعاتی و ارائه‌های اولیه در دسترس قرار گرفت.